# Grčki nogometni savez
Grčki nogometni savez (grčki: Ελληνική Ποδοσφαιρική Ομοσπονδία – (EΠO)) je najviše nogometno tijelo u Grčkoj. Sjedište nogometnog saveza je u Atenai.
Grčki nogometni savez je osnovan 1926. godine. Član FIFA-e je postao 1927., a UEFA-e od 1954. godine.
Pod kontrolom Grčkog nogometnog saveza su i nacionalne reprezentacije: muška, ženska te ostale reprezentacije u omladinskim kategorijama: muške U-21, U-19, U-17 i ženske U-19, U-17.

## Poveznice
- Grčka nogometna reprezentacija
- Prva grčka nogometna liga
- Grčki nogometni kup
- Grčki nogometni superkup

## Vanjske poveznice
- Službena stranica nogometnog saveza Grčke
- Grčka na službenoj stranici FIFA-e  Arhivirana inačica izvorne stranice od 19. kolovoza 2012. (Wayback Machine)
- Grčka na službenoj stranici UEFA-e